# Arkadia (staw)
Arkadia – staw w Warszawie, w dzielnicy Mokotów, na terenie parku Arkadia.

## Położenie i charakterystyka
Staw Arkadia znajduje się w stołecznej dzielnicy Mokotów, na obszarze MSI Sielce, u podnóża skarpy warszawskiej, poniżej osiedla Skarpa Puławska, na terenie parku Arkadia, w pobliżu ulicy Piaseczyńskiej. Położony jest na obszarze zlewni Kanału Głównego „A”. Wpływa do niego od południa, od strony Stawu pod Królikarnią, Rów Piaseczyński. Wypływa on potem na północy, do stawów w Łazienkach i basenu Portu Czerniakowskiego. Staw ma wydłużony kształt na osi północ–południe i składa się z trzech części oddzielonych kamiennymi mostkami.
Zgodnie z „Programem Ochrony Środowiska dla m. st. Warszawy na lata 2009–2012 z uwzględnieniem perspektywy do 2016 r.” staw położony jest na terasie nadzalewowej. Jego powierzchnia wynosi 0,6021 ha. Według numerycznego modelu terenu udostępnionego przez Geoportal lustro wody znajduje się na wysokości 87,0 m n.p.m. Jego głębokość wynosi ok. 1 metr, długość ok. 290 metrów. Zasilany jest źródłami spod skarpy warszawskiej. Identyfikator MPHP to 98079.
Pochodzenie stawu jest sztuczne. Stanowi pozostałość zalanej wodą glinianki służącej do pozyskiwania surowca, iłów plioceńskich, dla cegielni. W 1680 roku na polecenie ówczesnego właściciela okolicznych terenów zwanych Zdrojem, Stanisława Herakliusza Lubomirskiego, powstał nieistniejący już pałac autorstwa Tylmana z Gamaren. U jego podnóża wyznaczono ogród zwany Arkadią. Układ otaczającego parku został ustalony w wyniku prac renowacyjnych przeprowadzonych w latach 1968–1970 według projektu Longina Majdeckiego.

## Przyroda
Staw położony jest na terenie zespołu przyrodniczo-krajobrazowego „Arkadia” o łącznej powierzchni 14,01 ha, w ramach którego ochronie podlega m.in. „ekosystem wodny, w tym w szczególności naturalne wysięki ze skarpy, stawy i rowy”. Leży także w granicach Warszawskiego Obszaru Chronionego Krajobrazu. Wśród ptaków w okolicach zbiornika wodnego zaobserwowano następujące gatunki: perkozek, łabędź niemy, cyraneczka, czernica, łyska, mewa pospolita, dzięcioł białoszyi, dzięcioł średni, trzciniak, kokoszka i krzyżówka.

## Galeria
| - Widok na staw z powietrza. Widoczne wyraźne wydłużenie i przewężenia - Skarpa nad stawem. Na jej szczycie widoczne osiedle Skarpa Puławska - Tablica informacyjna zespołu przyrodniczo-krajobrazowego, na której uwidoczniono położenie stawu. W tle sam staw widziany od północy - Źródło bijące spod skarpy, które zasila staw |